# Postia
Postia is een geslacht van schimmels behorend tot de familie Dacryobolaceae. 

## Soorten
volgens Index Fungorum telt dit geslacht 50 soorten:
| Soortnaam                                 | Auteur(s)                           | Publicatiejaar |
| ----------------------------------------- | ----------------------------------- | -------------- |
| Postia africana                           | (Ryvarden) V. Papp                  | 2015           |
| Postia amurensis                          | Y.C. Dai & Penttilä                 | 2006           |
| Postia amylocystis                        | Y.C. Dai & Renvall                  | 1994           |
| Postia amyloidea                          | (Corner) V. Papp                    | 2015           |
| Postia arbuti                             | Spirin                              | 2018           |
| Postia auricoma                           | Spirin & Niemelä                    | 2018           |
| Postia balsamea (Jeneverbeskaaszwam)      | (Peck) Jülich                       | 1982           |
| Postia bifaria                            | Spirin                              | 2018           |
| Postia brunnea                            | Rajchenb. & P.K. Buchanan           | 1996           |
| Postia caesia (Blauwe kaaszwam)           | (Schrad.) P. Karst.                 | 1881           |
| Postia caesioflava                        | (Pat.) V. Papp                      | 2015           |
| Postia calcarea                           | Y.L. Wei & Y.C. Dai                 | 2006           |
| Postia cana                               | H.S. Yuan & Y.C. Dai                | 2010           |
| Postia carbophila                         | Rajchenb.                           | 1995           |
| Postia ceriflua (Holleboomkaaszwam)       | (Berk. & M.A. Curtis) Jülich        | 1982           |
| Postia coeruleivirens                     | (Corner) V. Papp                    | 2015           |
| Postia comata                             | Miettinen                           | 2018           |
| Postia cyanescens                         | Miettinen                           | 2018           |
| Postia cylindrica                         | H.S. Yuan                           | 2017           |
| Postia glauca                             | Spirin & Miettinen                  | 2018           |
| Postia globicystidia                      | P.K. Buchanan & Ryvarden            | 1998           |
| Postia gloeocystidiata                    | Y.L. Wei & Y.C. Dai                 | 2006           |
| Postia gossypina                          | (Moug. & Lév.) Spirin & B. Rivoire  | 2018           |
| Postia grata                              | (Berk.) Rajchenb.                   | 1989           |
| Postia hirsuta                            | L.L. Shen & B.K. Cui                | 2014           |
| Postia immitis                            | (Peck) Niemelä                      | 2009           |
| Postia japonica                           | Y.C. Dai & T. Hatt.                 | 2007           |
| Postia johnstonii                         | (Murrill) Jülich                    | 1982           |
| Postia livens                             | Miettinen & Vlasák                  | 2018           |
| Postia lowei (Dunne kaaszwam)             | (Pilát) Jülich                      | 1982           |
| Postia magna                              | Miettinen                           | 2018           |
| Postia manuka                             | (G. Cunn.) P.K. Buchanan & Ryvarden | 2000           |
| Postia minuta                             | Rajchenb.                           | 2001           |
| Postia ochraceoalba                       | L.L. Shen, B.K. Cui & Y.C. Dai      | 2015           |
| Postia populi                             | Miettinen                           | 2018           |
| Postia ptychogaster (Boompuist)           | (F. Ludw.) Vesterh.                 | 1996           |
| Postia punctata                           | Rajchenb. & P.K. Buchanan           | 1996           |
| Postia qinensis                           | Y.C. Dai & Y.L. Wei                 | 2009           |
| Postia rennyi (Bestoven kaaszwam)         | (Berk. & Broome) Rajchenb.          | 1993           |
| Postia saxonica                           | Dämmrich, Melo & B. Rivoire         | 2017           |
| Postia septentrionalis                    | (Vampola) Renvall                   | 1992           |
| Postia sericeomollis (Kruipende kaaszwam) | (Romell) Jülich                     | 1982           |
| Postia simanii                            | (Pilát) Jülich                      | 1982           |
| Postia simulans                           | (P. Karst.) Spirin & B. Rivoire     | 2018           |
| Postia stellifera                         | T. Hatt. & Sotome                   | 2011           |
| Postia sublowei                           | B.K. Cui, L.L. Shen & Y.C. Dai      | 2018           |
| Postia subundosa                          | Y.L. Wei & Y.C. Dai                 | 2006           |
| Postia tephroleuca (Asgrauwe kaaszwam)    | (Fr.) Jülich                        | 1982           |
| Postia venata                             | (Rajchenb. & J.E. Wright) Rajchenb. | 1988           |
| Postia yanae                              | Miettinen & Kotir.                  | 2018           |